# Kulma (Gemeinde Thomasberg)
Kulma ist eine Ortschaft in der Gemeinde Thomasberg in Niederösterreich.

## Geografie
Kulma befindet sich südwestlich von Thomasberg, unterhalb des Kulmariegels 818 m ü. A. und ist an drei Seiten von der Süd Autobahn umschlossen. Deshalb ist der Ort auch nicht über das Gemeindegebiet von Thomasberg erreichbar, sondern muss über Aspangberg-St. Peter oder Zöbern angefahren werden. Am 1. Jänner 2024 hatte Kulma 49 Einwohner.

## Geschichte
Laut Adressbuch von Österreich waren im Jahr 1938 in Kulma ein Gastwirt und mehrere Landwirte ansässig.